# 니드 포 스피드: 하이 스테이크
《니드 포 스피드: 하이 스테이크》(Need for Speed: High Stakes, 유럽 출시명: Need for Speed: Road Challenge, 일본 출시명: Over Drivin' IV)는 일렉트로닉 아츠가 플레이스테이션용으로 출시한 1999년 레이싱 비디오 게임이다. 이 버전의 게임은 수개월 후 마이크로소프트 윈도우 기반 컴퓨터용으로 출시되었다.
니드 포 스피드 시리즈 중 네 번째 게임이다. 하이 스테이크는 특히 시리즈 중에 차량 손상 모델, 장르 표준 커리어 시스템을 포함한 최초의 게임으로 유명하다.

## 평가
니드 포 스피드: 하이 스테이크는 긍정적인 평가를 받았다.